# 김종철 (언론인)
김종철(金種鐵, 1944년 ~ )은 대한민국의 언론인이다. 동아자유언론수호투쟁위원회의 주동자 중 한 명이다. 연합뉴스 사장을 역임하였다. 2016년 현재 자유언론실천재단 이사장, 동아자유언론수호투쟁위원장이다.

## 생애
1944년 충청남도 연기군 (現 세종특별자치시) 전의면에서 태어나 서울대학교 문리과대학 국어국문학과를 졸업했다. 제3대 한국가정법률상담소장 곽배희의 배우자이고 곽배희와의 사이에 아들 하나를 두었다.
1967년 동아일보 기자로 입사했으나 1975년 동아자유언론수호투쟁위원회 주동자라는 이유로 강제 해직된 뒤 문학 평론과 번역에 종사하였다. 1984년 <민중문화운동협의회> 공동대표를 맡았고, 1985년부터 <민주통일민중운동연합(민통련)>의 대변인과 사무처장을 지냈다.
1988년 한겨레신문 창간에 참여해서 논설간사, 편집부위원장, 논설위원 등으로 일했다. 그 후 연합통신(연합뉴스로 개명) 대표이사, 사단법인 <한국-베트남 함께 가는 모임> 이사장, <민주개혁국민연합> 공동대표, <아태민주지도자회의> 이사, <국제언론인협의회> 이사, <한국신문협회> 감사 등을 역임했다. 2011년 현재, 인천재능대학교 초빙 교수, 시민단체 <민주통일시민행동> 공동대표이다. 2012년 프레스바이플 창간에 참여하였다.
2004년 출판ㆍ인쇄 기업 〈성전기획〉 회장에 취임하기도 하여 활동하기도 했다.
저서로는 <지역감정 연구>(공저, 1991년), <저 가면 속에는 어떤 얼굴이 숨어 있을까>(1992년), <아픈 다리 서로 기대며>(1995년), <마침내 하나됨을 위하여>(1999년) 등이 있고, 역서로는 <말콤 엑스>(공동 번역, 1978년), <인도의 발견>(1981년), <프랑스혁명사>(1982년), <마호멧>(1983년), <무장한 예언자 트로츠키>(2005년) 등이 있다.

## 평가
대한민국 내 언론사가 골프 접대에 대한 경계령을 내린 사례는 1998년 연합통신이 최초였는데 연합통신 사장 김종철은 취임하면서 기자들의 골프 접대가 만연해 있다는 판단에 사내에 골프 접대를 삼가 달라는 공지를 띄웠다.

## 저서
- 《마침내 하나됨을 위하여》. 개마고원. 1999년. ISBN 9788985548410
- 《음악, 삶의 소리를 듣다》. 21세기북스. 2011년. ISBN 9788950928773
- 《박근혜 바로보기》. 프레스바이플. 2012년. ISBN 9788996903710